# Ulf Nilsson (professor)
Ulf Roger Nilsson, född 26 januari 1961 i Mariannelund i Hässleby församling i Jönköpings län, är en svensk datavetare och professor i datalogi vid Tekniska högskolan vid Linköpings universitet.
Ulf Nilsson gick ut från gymnasieskola i Linköping 1980 och studerade sedan vidare där. År 1986 blev han civilingenjör i datateknik (D) vid Linköpings tekniska högskola. År 1989 avlade han licentiatexamen i datalogi och 1992 disputerade han i samma ämne. År 1996 erhöll han en docentur i datalogi och 2004 en professur i samma ämne. Han har även varit verksam vid SUNY Stony Brook som postdoktoral forskare och vid École normale supérieure de Cachan som gästprofessor.
År 1998–2003 var han proprefekt och forskarstudierektor vid Institutionen för datavetenskap vid Linköpings universitet och 2004-2010 prodekanus för Tekniska högskolan. Januari-juni 2011 var han prorektor vid universitetet och 2011 blev han dess dekanus.

## Styrelseuppdrag
- 2009- Styrelseordförande för Nationellt superdatorcentrum.
- 2009-2010 Styrelseordförande vid Matematiska institutionen, Linköpings universitet.
- 2013- Styrelseledamot i Mälardalens högskola
- 2015- Styrelseledamot i Wallenberg Autonomous Systems Program (WASP)

## Priser och utmärkelser
- 1992 - Kungliga ingenjörsvetenskapsakademiens Chester Carlsonpris[3]